# 34570 Shawnlim
34570 Shawnlim è un asteroide della fascia principale. Scoperto nel 2000, presenta un'orbita caratterizzata da un semiasse maggiore pari a 2,7530835 au e da un'eccentricità di 0,1662533, inclinata di 8,37758° rispetto all'eclittica.
L'asteroide è dedicato allo studente singaporiano Shawn Hai Leong Lim.